# Forat Blau Taam Ja'
El forat blau de Taam Ja' és una dolina submarina situada a la badia de Chetumal, a l'angle sud-est de la península de Yucatán. El seu nom significa aigua profunda en llengua maia i, amb més de 420 metres de profunditat, és el forat blau més profund conegut.
Els forats blaus generen un color blau distintiu quan es veuen des de dalt i solen tenir només unes dotzenes de metres de profunditat.
Va ser descobert cap a l'any 2003 per un bussejador local que seguia un mero que va entrar a la seva boca. El forat va quedar oblidat fins que el fill d'aquell pescador va començar a treballar amb l'acadèmic mariner Juan Carlos Alcérreca-Huerta, que va fer sondeigs de la seva profunditat i es va quedar sorpresos pels resultats. En aquella primera exploració feta el 2021 es va mesurar aquesta cova vertical submarina en almenys 274 metres de profunditat, el que la convertia en la segona més profunda del món. Un nou estudi, publicat l'abril de 2024 a la revista Frontiers in Marine Science, va revelar que el forat arriba als 420 metres de profunditat i més enllà.
La boca del forat és gairebé circular, amb un eix principal que mesura 151,8 metres, orientat uns 10,76 graus en sentit horari des del nord, de manera similar a l'orientació de les falles principals de la zona.
El desembre del 2023, l'equip d'investigadors va mesurar la dolina mitjançant un perfilador CTD, que mesura la conductivitat a través de la salinitat de l'aigua, la temperatura i la profunditat. Els investigadors van reconèixer la limitació dels seus mesuraments per la tecnologia de què disposen. Creuen que el forat pot ser molt més profund, basant-se en l'estructura dels sistemes de coves calcàries de l'interior.
L'exploració amb el CTD va detectar un augment de la temperatura i la salinitat de l'aigua al forat a uns 400 metres sota el nivell del mar. Curiosament les característiques de l'aigua a les profunditats del forat blau s'assemblaven a les detectades al mar Carib a profunditats de 0-150 m, "cosa que suggereix la probable existència de connexions subterrànies entre la badia de Chetumal i el mar Carib a través d'aquest forat blau", segons l'article publicat a ECOSURMX.